# Gabriella Di Grecco
Gabriella Di Grecco Da Costa Marques (anhörenⓘ * 22. Januar 1989 in Cuiabá, Mato Grosso) ist eine brasilianische Schauspielerin und Sängerin. International bekannt wurde sie durch ihre Rollen Ana da Silva / Helena Urquiza sowie Nora Labbra in den Disney-Serien BIA sowie Musical: Ab ins Rampenlicht!.

## Leben
Di Grecco begann im Kindesalter an einer Waldorfschule an ersten Musik- und Theaterkursen teilzunehmen, mit sieben Jahren hatte sie zum ersten Mal Ballettunterricht, den sie mit 15 Jahren abschloss. Weitere Interessen waren Volleyball und Reitsport. Außerdem nahm sie zwischen ihrem 17. und 19. Lebensjahr Kung-Fu-Unterricht. Zur gleichen Zeit machte sie ihren Abschluss als Technologie in Umweltwissenschaft, mit Spezialisierung auf das Sumpfland Pantanal.
2007 zog Di Grecco nach São Paulo, um an der Escola Superior de Propaganda e Marketing (kurz ESPM) audiovisuelle Produktion, Musik und Chorgesang zu studieren. In den gleichen Zeitraum fällt die Gründung ihrer Rockband Helen de Tróia, der sie als Frontfrau und Sängerin angehörte. Im Jahr 2011 konnten sie ihre ersten Fernsehproduktionserfahrungen in der Rolle Nix als Teil der Besetzung der Webserie Lado Nix sammeln. Nur ein Jahr später beschloss Di Grecco sich ausschließlich auf ihre Schauspielkarriere zu konzentrieren. An der Musicalschule TeenBroadway belegte sie einen Kurs im Musical-Theater, den sie mit der Übernahme der Rolle der Glinda in Wicked – Die Hexen von Oz abschloss. 2013 wurde sie Teil der Besetzung von Cinderella in Rio de Janeiro.
Ein Jahr später zog Di Grecco nach New York City, um an der American Academy of Dramatic Arts zu studieren. Durch ein weiteres Musical-Engagement zog sie Ende des gleichen Jahres wieder nach Brasilien. Zum Ende der Theatersaison 2015 erhielt sie eine Rolle in der Seifenoper Além do Tempo, in der sie die junge Version von Emília verkörperte. 2016 war sie in der Serie Cúmplices de um Resgate als Gemima zu sehen. Im gleichen Jahr war sie erneut in einer Theaterproduktion, dem Stück Os Donos do Mundo als Helena zu sehen. Nur ein Jahr später erhielt sie eine Hauptrolle in der Produktion VAMP, o Musical, die in verschiedenen Städten Brasilien gezeigt wurde.
Ende des gleichen Jahres wurde Di Grecco zum Auswahlprozess der Disney-Channel-Telenovela BIA eingeladen, wofür sie im Januar 2018 nach Buenos Aires zog. Schließlich erhielt sie die Rolle Ana da Silva / Helena Urquiza, die sie in beiden Staffeln der Serie und in der Spezialepisode Bia: Un mundo al revés verkörperte. Mitte 2021 wurde bekannt, dass Di Grecco Teil der Disney+-Serie Musical: Ab ins Rampenlicht! wird. Dort ist sie in der Rolle der Nora Labbra zu sehen.

## Filmografie

### Fernsehen
- 2011: Lado Nix
- 2015–2016: Além do Tempo
- 2016: Cúmplices de um Resgate
- 2019–2020: BIA
- 2021: Bia: Un mundo al revés
- 2022: Musical: Ab ins Rampenlicht! (O coro: Sucesso, aqui vou eu)

### Theater
- 2011: La Cenicienta
- 2012: Wicked – Die Hexen von Oz (Wicked)
- 2013: Cinza
- 2014: Os donos do mundo
- 2017: VAMP, o musical